# Sascha Imholz
Sascha Imholz (Altdorf, Suiza, 15 de noviembre de 1988) es un entrenador y exfutbolista suizo. Jugaba de centrocampista, posición que ocupó 8 años en el FC Gunzwil, de 2012 a 2020; el mismo equipo al que entrena desde 2021.

## Clubes
| Club       | País  | Año       |
| ---------- | ----- | --------- |
| FC Lucerne | Suiza | 2007-2010 |
| SC Kriens  | Suiza | 2010-     |

- Datos: Q3950638